# Luhnshammer
Luhnshammer ist eine Ortslage in der bergischen Großstadt Solingen. Sie geht auf ursprünglich zwei Reckhämmer im Eschbachtal nördlich von Burg an der Wupper zurück. Nach dem Abriss eines der Hämmer im Jahr 1954 ist nur noch einer erhalten. Dieses inzwischen verfallene Gebäude steht seit 1984 unter Denkmalschutz.

## Lage und Beschreibung
Luhnshammer befindet sich abseits der geschlossenen städtischen Bebauung im Solinger Stadtbezirk Burg/Höhscheid. Der Ort liegt im Eschbachtal östlich der Landesstraße 407, die Burg an der Wupper über Kellershammer mit Remscheid verbindet. Er ist von bewaldeten Steilhängen umgeben. Der noch vorhandene Luhnshammer, ein kleiner Bruchsteinbau mit Schleppdach und separater Scheune, liegt verlassen am Ende der Straße Burgtal, und hat die amtliche Adresse Burgtal 6.
Benachbarte Orte sind bzw. waren (von Nord nach West): Unterreinshagen, Neuwerk, Walzwerk, Kellershammer, Altenhammer, Sellscheid, Neuenhof, Oberburg, Burgtal und Westhausen.

## Geschichte
Der erste der beiden Luhnshämmer hat seine Ursprünge im 17. Jahrhundert. Urkundlich nachgewiesen ist seine Erbauung für das Jahr 1646. Er soll durch einen Hanns vom Hagen aus Remscheid-Reinshagen errichtet worden sein. Wann der zweite Hammer errichtet wurde, der 1954 abgerissen wurde, ist nicht bekannt. Beide Hämmer waren 1776 im Besitz von Johann Wilhelm Luhn, dessen Name sich auf die Hämmer übertrug. Zwischenzeitlich waren auch die Bezeichnungen Huckensbergerhammer, Hausbergshammer, Hoffshammer, Schrödershammer und Knetschhammer gebräuchlich.
In dem Kartenwerk Topographia Ducatus Montani von Erich Philipp Ploennies, Blatt Amt Bornefeld, aus dem Jahre 1715 ist der Kotten ohne Namen verzeichnet. Die Topographische Aufnahme der Rheinlande von 1824 verzeichnet den Kotten ohne Namen, die Preußische Uraufnahme von 1844 verzeichnet ihn unidentifizierbar.
Luhnshammer gehörte nach Gründung der Mairien und späteren Bürgermeistereien zur Bürgermeisterei Burg, die im Jahre 1856 das Stadtrecht erhielt. Im Jahr 1816 ist der als Luchshammer bezeichnete Ort eine der damals sieben Ortslagen der Bürgermeisterei Burg. Im Jahr 1832 ist der als Luhns- oder Huckensbergerhammer bezeichnete Ort eine der damals neun Ortslagen der Bürgermeisterei. 1864 wird er als Luhns- oder Hausbergshammer bezeichnet.:1
Im Zuge des Düsseldorf-Gesetzes wurde Luhnshammer zum 1. Januar 1975 mit der Stadt Burg an der Wupper in die Stadt Solingen eingemeindet.
Nach wechselnden Besitzern gelangten die Luhnshämmer in den Besitz des Unternehmens P. D. Rasspe aus Solingen, das bereits den Hammer in Neuwerk betrieb. Nach dem Zweiten Weltkrieg nutzten einzelne Schmiede den verbliebenen Luhnshammer für Kunstschmiedearbeiten. Der Hammer wurde 1960 umfassend saniert und 1984 in die Denkmalliste der Stadt Solingen eingetragen. Der letzte Schmied verließ den Hammer am Jahresanfang 2008 aufgrund des bestehenden Sanierungsstaus. Seither steht das Gebäude leer und wartet auf eine neue Nutzung.